# Xã Hardy, Quận Holmes, Ohio
Xã Hardy (tiếng Anh: Hardy Township) là một xã thuộc quận Holmes, tiểu bang Ohio, Hoa Kỳ. Năm 2010, dân số của xã này là 5.649 người.